# こたつみやこ
こたつ みやこは日本の女性声優。主にアダルトゲームに声をあてている。愛称は「みゃこ」。

## 人物・来歴
2014年に『蒼穹のクレイドル -人形学園調教記-』のレティシア役で声優デビュー。
名前の由来は、「こたつ猫」→「こたつみゃーこ」→「こたつみやこ」ともじって付けたもの。ひらがなにしたのは読みやすくするため。

## 出演作品
太字は主役・メインキャラクター

### ゲーム

#### 2014年
- 蒼穹のクレイドル -人形学園調教記-（行商人レティシア）[3]
- フラテルニテ（神村 愛[4]）
- 偽骸のアルルーナ（クララ）[5]
- お兄ちゃん、右手の使用を禁止します!（妹尾 あゆか）[6]
- 片恋ヴィジョナリー（久楽院 小夜）[7]
- 墜落人生 〜清楚お嬢様のヤクキメタコ部屋売春ライフ〜（本条 藍子）[8]
- 悪堕ラビリンス 〜囚われ魔王と奈落の狂人〜（アイリス）[9]

#### 2015年
- W妹ヴィジョナリー（二ノ宮 美香子）[10]
- エロ本を捨ててから兄の様子がおかしい（高崎 莉音）[11]
- イブニクル（ローラン）[12]
- アヤカシ散華（渡辺 椎葉）[13]
- ランス03 リーザス陥落（ハイジ・パンクラウ）[12]
- 営業部第4課 牝豚調教飼育係（白浜 奏）[14]
- サクラノ詩 -櫻の森の上を舞う-（恩田 霧乃）[12]
- 巨乳令嬢MC学園（福永 こはる）[15]

#### 2016年
- 妻みぐい3（神野 藍）[16]
- カスタムメイド3D2+（一之瀬 桜）[17]
- ハメ得★おりこうJKペット綾音＆優菜 〜学校で性春!〜（早見 優菜）[18]
- 俺魔王! 〜砕け散った魂（俺）の欠片を収集せよ!〜（東雲 こより）[19]
- 妻みぐい3 スピンオフ寝取られ編（神野 藍）[20]
- 仄暗き時の果てより（乾 駒子）[21]

#### 2017年
- 課外授業 -私立白麗女子学園-（一条 咲耶）
- タンテイセブン（キョーコ・X・プロセダン、レイ）
- BLADE×BULLET 金輪のソレイユ（ブリュンヒルデ・アルルクラート）
- 神装聖姫エレメンティア ～屈辱の洗脳催眠～（如月 望/エレメントヴィーナス）
- 舐めプ!（小鳥遊 雅）
- 夜巡る、ボクらの迷子教室（門倉 りこ）

#### 2018年
- カスタムオーダーメイド3D2（シェリティ・エムシェレ）
- コイカツ!（モジモジ、姉御肌）
- 変幻装姫シャインミラージュ 敗北へのカウントダウン

#### 2019年
- フラテルニテ HDリマスター（神村 愛[22]）

#### 2021年
- コイカツ！サンシャイン（姉御肌/モジモジ）

### ソーシャルゲーム
- 大冒険！ゆけゆけ☆おさわりアイランド（御手洗弥生、井戸田 みみ、久米田 聡美）[12]
- 超大冒険！ゆけゆけ☆おさわりアイランド（御手洗弥生、井戸田 みみ、久米田 聡美）[12]
- 宝石姫 JEWEL PRINCESS（ブラックダイヤモンド）

### OVA
2015年
- 対魔忍アサギ2（沙耶）[23]